# Paccius griswoldi
Paccius griswoldi là một loài nhện trong họ Trachelidae.
Loài này thuộc chi Paccius. Paccius griswoldi được Norman I. Platnick miêu tả năm 2000.